# Неполомице
Неполомѝце (на полски: Niepołomice) е град в Южна Полша, Малополско войводство, Велички окръг. Административен център е на градско-селската Неполомишка община. Заема площ от 27,40 км2.

## Население
Според данни от полската Централна статистическа служба, към 1 януари 2014 г. населението на града възлиза на 10 822 души. Гъстотата е 395 души/км2.